# Edward Malbone

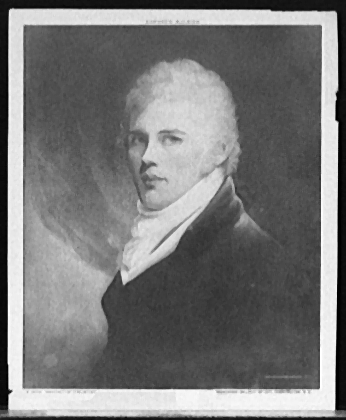
Edward Malbone

Edward Greene Malbone (* August 1777 in Newport, Rhode Island; † 7. Mai 1805 in Savannah, Georgia) war ein US-amerikanischer Porträtist und Miniaturenmaler.
Die überwiegende Zeit seines Lebens wirkte Malbone in Charleston. Seine Schulzeit verbrachte Malbone in Newport (Rhode Island), wo er seinem Freund, dem späteren Maler Washington Allston, ersten künstlerischen Unterricht gab.

## Werke (Auswahl)
- Eben Farley (Porträt)
- Mrs. Richard C. Derby (Porträt)
- Charles Frazers Nichte (Porträt)
- Martha Washington Greene (Porträt)
- The Hours